# Mario Pobersnik
Mario Gabriel Pobersnik (Ramos Mejía, Provincia de Buenos Aires, Argentina, 18 de julio de 1971) es un exjugador de fútbol argentino de equipos de Primera división del fútbol argentino en la década de los 90 como Ferro Carril Oeste, Rosario Central, Banfield, Gimnasia La Plata y Ariano Irpino de Italia

## Trayectoria
Nació el 18 de julio de 1971 en la localidad de Ramos Mejía, Buenos Aires. Su posición como jugador fue la de centrodelantero y por crear situaciones de gol como por su altura de 1,98 m, Pobersnik se hizo reconocido en el glorioso Ferro Carril Oeste, un grande del fútbol argentino de la década de los 80´s y de los 90´s.
Debutó en Ferro Carril Oeste en la Primera División del Fútbol argentino y jugó bajó la dirección técnica del Maestro Carlos Timoteo Griguol en el período comprendido del 1989 hasta 1995, los hinchas de Ferro fueron quienes más lo vieron jugar, defendió la casaca verdolaga en 247 partidos con 137 goles.
Posteriormente, jugó en Rosario Central (desde julio de 1995 hasta diciembre de 1996, con 31 partidos y dos goles) en donde tuvo 4 partidos de nivel internacional con el canalla convirtiendo un penal definitorio en la final de la Copa Conmebol de 1995. De Central pasó a Banfield (1996-1997, 0 goles en 16 partidos), luego Gimnasia desde 1998 al 2000 (sólo 1 partido por lesión sin goles), llegó a Gimnasia La Plata traído por Carlos Timoteo Griguol con la esperanza de que estuviera cerca de hacer un gol como en los primeros años en Ferro C.O. pero nunca pudo demostrarlo y apenas llegó a jugar un solo partido en Gimnasia. Luego continuó su carrera en las divisiones de Ascenso representando a Platense (2000) hasta enero del 2001, para pasar a Estudiantes de Caseros (2002). También jugó en Villa Dalmine y en el fútbol italiano del ascenso, en el Ariano Irpino (2003-2004) de la Serie D, y luego pasó al Guillermo Brown de Chubut. No convirtiendo goles en ninguno de esos clubes. 
Surgió de las inferiores del club Liniers (30 partidos, 95 goles) en primera debutó en Ferro Carril Oeste. Finalmente Jugando para Villa Dalmine sufrió una lesión muy grave. Con un codazo que le partió la cara y dejó al club de la ciudad de Campana para irse al Argentino A y Regionales con Guillermo Brown de Puerto Madryn. Sin haber convertido goles. 
Al festejar Ferro Carril Oeste sus primeros 100 años de vida, el Club Verdolaga lo invitó a formar parte de un equipo histórico en un partido conmemorativo. El partido entre los conjuntos de camiseta verde y los de naranja finalizó empatado 1 a 1 (Pobernisk no convirtió) y tomaron parte del mismo, entre otros, el uruguayo Julio César Jiménez, José Luis Andreuchi, ‘Palito’ Brandoni, Mario Gómez, Oscar Garré, Juan Domingo Rocchia y Carlos Barisio para los campeones. Para los exjugadores (de naranja) actuaron el ‘Goma’ Carlos Vidal, Héctor ‘Pichi’ Peláez (dos glorias verdolagas), Juan Carlos Eiras, Mario Pobersnik, Néstor Lorenzo, Jorge Cordon (uno de los más aplaudidos), Humberto ‘Bochón’ Biazotti, Sergio Mandrini, Alfredo Turdó, Fabián Suescum, Marcelo Broggi y el famoso empresario del fútbol Gustavo Mascardi. 
Su carrera como centro delantero finaliza con el siguiente resultado: jugó en total 283 partidos con 189 goles.

## Clubes

### Como jugador
| Club                    | País      | Año       |
| ----------------------- | --------- | --------- |
| Ferro Carril Oeste      | Argentina | 1990-1995 |
| Rosario Central         | Argentina | 1995-1996 |
| Banfield                | Argentina | 1997-1998 |
| Gimnasia y Esgrima (LP) | Argentina | 1999-2000 |
| Platense                | Argentina | 2001      |
| Estudiantes de Caseros  | Argentina | 2002      |
| Villa Dálmine           | Argentina | 2003      |
| Ariano Irpino           | Italia    | 2004      |
| Guillermo Brown         | Argentina | 2004      |

### Como entrenador
| Club                          | País      | Año       |
| ----------------------------- | --------- | --------- |
| Tigre (Div. Inferiores)       | Argentina | 2008-2012 |
| Racing (Div. Inferiores)      | Argentina | 2013-2016 |
| Unión La Calera               | Chile     | 2016      |
| Boca Juniors (Div.Inferiores) | Argentina | 2017-2018 |

## Títulos

### Copas internacionales
| Título        | Club            | Año  |
| ------------- | --------------- | ---- |
| Copa Conmebol | Rosario Central | 1995 |

- Datos: Q16301878